# Општина Гривица (Јаломица)
Гривица (рум. Griviţa) општина је у Румунији у округу Јаломица.
Oпштина се налази на надморској висини од 38 m.